# Глебко, Василий Александрович
Василий Александрович Глебко (бел. Васіль Аляксандравіч Глебка; 25 февраля 1910, д. Подкосовье, Новогрудский район — 2 августа 1972) — советский хозяйственный, государственный и политический деятель, Герой Социалистического Труда (1966).

## Биография
С 1925 года — на хозяйственной, общественной и политической работе. В 1925—1966 гг. — работал по найму в сельском хозяйстве, участвовал в подпольной работе, участковый уполномоченный районного отдела милиции в Щорсовском и Вересовском сельских Советах, работник оружейного завода на Урале в эвакуации, колхозник, председатель колхоза «Рассвет» Новогрудского района Гродненской области БССР.
Указом Президиума Верховного Совета СССР от 30 апреля 1966 года присвоено звание Героя Социалистического Труда с вручением ордена Ленина и золотой медали «Серп и Молот».
Умер в 1972 году.

## Награды и звания
Герой Социалистического Труда (1966)
Награжден тремя золотыми медалями ВДНХ СССР.
Имя В. А. Глебко занесено в Книгу Славы Новогрудского района (2007).